# Kontextová gramatika
Kontextová gramatika je formální gramatika G = (N, Σ, P, S), ve které jsou pravidla v P tvaru
αAβ → αγβ
kde A ∈ N (to znamená, že A je jeden neterminál) a α, β ∈ (N ∪ Σ)* (to znamená, že α a β jsou řetězce neterminálů a terminálů) a γ ∈ (N ∪ Σ)+ (to znamená, že γ je neprázdný řetězec terminálů a neterminálů). Pokud se S nevyskytuje na pravé straně žádného pravidla, může gramatika obsahovat i pravidlo
S → ε
kde ε značí prázdný řetězec.
Název kontextová je odvozen od faktu, že α a β tvoří kontext, který určuje, zda A lze přepsat na γ. Speciálním případem kontextové gramatiky je gramatika, u které kontext nehraje roli (α i β jsou ve všech pravidlech prázdné). Taková gramatika se označuje jako bezkontextová, bezkontextové gramatiky jsou tedy podmnožinou kontextových gramatik. Formální jazyk popsaný kontextovou gramatikou se nazývá kontextový jazyk.
S myšlenkou kontextových gramatik přišel Noam Chomsky ve snaze popsat syntax přirozeného jazyka, ve kterém lze určité slovo použít právě v závislosti na okolním kontextu.

## Příklad
Následující kontextová gramatika generuje jazyk{\displaystyle \{a^{n}b^{n}c^{n}:n\geq 1\}}, o němž lze pomocí pumping lemmatu pro bezkontextové jazyky dokázat, že není bezkontextový:
S → abC
S → aSBC
CB → XB
XB → XY
XY → XC
XC → BC
bB → bb
bC → bc
cC → cc
Gramatiku lze snáze zapsat jako monotonní (vyjadřovací síla monotonních gramatik je stejná jako bezkontextových):
S → abc
S → aSBc
cB → Bc
bB → bb

## Vlastnosti
Problém, zda daný řetězec s náleží do jazyka generovaného danou kontextovou gramatikou G, je PSPACE-úplný.